# Tenedos ligulatus
Tenedos ligulatus là một loài nhện trong họ Zodariidae.
Loài này thuộc chi Tenedos. Tenedos ligulatus được Rudy Jocqué & Léon Baert miêu tả năm 2002.